# Acalolepta subbasicornis
Acalolepta subbasicornis är en skalbaggsart som först beskrevs av Stefan von Breuning 1960.  Acalolepta subbasicornis ingår i släktet Acalolepta och familjen långhorningar. Inga underarter finns listade i Catalogue of Life.